# Kelly (futebolista)
Clesly Evandro Guimarães, conhecido como Kelly (Barra Bonita, 28 de abril de 1975), é um  ex-futebolista brasileiro que atuava como meio-campista e atual auxiliar-técnico. Atualmente, está no São Bernardo.[carece de fontes?]

## Carreira como jogador
Atuando como meia, iniciou a carreira em 1993 no Clube Atlético Bragantino, onde atuou até 1996.
Pelo Atlético Paranaense, foi campeão estadual em 1998 e 2000.
Foi contratado pelo Grêmio em fevereiro de 2007 e em sua passagem pelo clube porto-alegrense, o atleta sofreu uma cirurgia em cada um dos joelhos. Em agosto de 2008, depois do final de seu contrato, retornou ao Atlético Paranaense, clube pelo qual encerrou a carreira.
Também defendeu o CD Logroñés, Paulista de Jundiaí, CR Flamengo, FC Tokyo, Cruzeiro e Al Ain FC.[carece de fontes?]
O goleiro Marcos chegou a cita-lo como seu maior carrasco.

## Carreira como auxiliar técnico
Formou-se em Educação Física em 2012 na Faculdade de educação física de Barra Bonita.
Kelly foi promovido a auxiliar técnico Atlético Paranaense em 2016, passando a integrar a na comissão técnica permanente do clube.
Em novembro de 2019, acompanhou Tiago Nunes e o auxiliar Evandro Fornari, na comissão técnica contratada pelo Corinthians. Em setembro do ano seguinte, foi demitido do clube paulista, assim como Nunes e Fornari.
Em abril de 2021, foi contratado pelo Grêmio, novamente como auxiliar de Tiago Nunes, junto com Evandro Fornari.

## Títulos
FC Tokyo
- Copa da Liga Japonesa: 2004[1]